# Байков, Борис Викторович
Бори́с Ви́кторович Байко́в (28 сентября 1924, Касимовский уезд, Рязанская губерния — 14 декабря 1997, Йошкар-Ола) — советский и российский лесовод. Директор Медведевского (Пригородного) лесхоза Марийской АССР (1952—1984). Заслуженный лесовод РСФСР (1970). Участник Великой Отечественной войны.

## Биография
Борис Викторович Байков родился 28 сентября 1924 года в деревне Синорма Касимовского уезда Рязанской губернии, в 1967 году деревня вошла в черту рабочего посёлка Пителино Пителинского района Рязанской области в семье служащего.
Закончил начальную школу-семилетку в родном районе. В 1942 году окончил Лубянский лесной техникум в Татарской АССР.
В августе 1942 года призван в ряды Рабоче-крестьянской Красной армии Таканышским районным военкоматом Татарской АССР. Участник Великой Отечественной войны: в 1943 году окончил Смоленское военное пехотное училище, командир миномётного взвода 944 стрелкового полка 259 стрелковой дивизии на Юго-Западном фронте. После тяжёлого ранения переведён в 367 запасной стрелковый полк 3 запасного стрелкового батальона, старший лейтенант. В ноябре 1945 года демобилизовался из армии. Награждён орденами Отечественной войны II степени, Красной Звезды и медалями.
Начал свой трудовой путь техноруком в Лубянском леспромхозе ТАССР, затем стад директором этого леспромхоза.
До 1950 года работал лесничим в Кундышском лесничестве Кугу-Кокшайского лесхоза. В 1950—1952 годах — главный лесничий Моркинского лесхоза Марийской АССР, в 1952—1984 годах — директор Медведевского (Пригородного) лесхоза МАССР. В 1958 году заочно окончил Поволжский лесотехнический институт (факультет лесного хозяйства).
После достижения пенсионного возраста в течение 11 лет работал в Йошкар-Олинском лесхозе. На пенсию ушёл в возрасте 70 лет.
Все годы работы в лесном хозяйстве был примером организатора производства и хозяйственника. Под его руководством коллектив внедрял передовые технологии и рекомендации учёных по созданию лесных культур. Отличался творческим подходом к своем обязанностям, стремился улучшать организацию труда в своем лесхозе, внедрял новую технику и последние технологии, заботился о создании хороших бытовых условий для рядовых рабочих. Главной своей задачей за время руководства Б. В. Байков считал охрану лесов от пожаров и вредителей, самовольных порубок и разбазаривания.
За вклад в развитие лесного хозяйства в 1970 году ему присвоено почётное звание «Заслуженный лесовод РСФСР». Награждён медалями и дважды — Почётной грамотой Президиума Верховного Совета Марийской АССР.
Борис Викторович Байков скончался 14 декабря 1997 года в городе Йошкар-Оле Республики Марий Эл.

## Звания и награды
- Заслуженный лесовод РСФСР, 1970 год[2][3]
- Орден Отечественной войны II степени, 1985 год[4][5]
- Орден Красной Звезды, 6 мая 1965 года[4][5]
- Медаль «За отвагу»[4][5]
- Медаль «За трудовое отличие», 1966 год[4]
- Медаль «За доблестный труд. В ознаменование 100-летия со дня рождения Владимира Ильича Ленина», 1970 год[4]
- Медаль «За победу над Германией в Великой Отечественной войне 1941—1945 гг.»[4][5]
- Юбилейная медаль «Сорок лет Победы в Великой Отечественной войне 1941—1945 гг.»[4]
- Почётная грамота Президиума Верховного Совета Марийской АССР, дважды[2][3]

## Память
На территории Пригородного лесничества г. Йошкар-Олы Марий Эл установлен памятный баннер бывшему директору, заслуженному лесоводу РСФСР Б. В. Байкову.